# Paul Rabil
Paul Rabil (né le 14 décembre 1985 à Gaithersburg, Maryland) est un joueur professionnel de crosse évoluant au poste de milieu de terrain pour les Lizards de New York en Major League Lacrosse. Rabil a joué pour DeMatha Catholic High School (Hyattsville, MD) avant d'intégrer l'Université Johns-Hopkins avec laquelle il remporta 2 titres nationaux en 2005 et 2007.

## Jeunesse et début en compétition scolaire
Au lycée, il intègre les équipes de basket-ball, d'athlétisme et de crosse. Il mène l'équipe de crosse à trois titres WCAC (la ligue dans laquelle évolue son lycée). Durant ses 4 années de présence dans l'équipe, DeMatha Catholic High School termine avec un ratio de victoires et de défaites de 49-16.
Rabil totalise durant ces années à DeMatha 288 points, dont 80 buts et 73 assistances rien que sur les deux dernières années. Il est élu à deux reprises dans les sélections All-American et Maryland All-State, et à trois reprises All-WCAC. 
En 2003 et 2004, il est finaliste du C. Markland Kelly Award qui récompense chaque année le meilleur joueur de crosse des lycées du Maryland.

## Carrière universitaire
En 2005, Paul Rabil intègre l'équipe de crosse de l'Université Johns-Hopkins. Dès sa première année, ses performances sportives sont au rendez-vous. Il termine sa première saison second au sein de son équipe pour le nombre de buts marqués (23), d'assistances (14) et de points (37).
Il enregistre au moins un point dans 15 des 16 matchs de la saison. 
Il délivre plusieurs matchs avec des prestations exceptionnelles notamment lors de la rencontre face à Syracuse où il inscrit quatre buts pour offrir une victoire à son équipe qui était pourtant menée au score depuis le début du match.
Il participe de manière active au titre NCAA remporté cette même année face à Duke en inscrivant deux buts lors de la finale.
En 2006, pour sa deuxième saison, il joue l'intégralité des matchs de son équipe et est élu dans la 1re équipe STX/USILA All-American.
Il devient le premier sophomore milieu de terrain de son université à obtenir cette récompense depuis A.J. Haugen en 1998.
Il termine la saison 2006 avec le plus grand nombre de buts (25), d'assistances (13) et de points (38) de son équipe.
Cette année-là, il marque à deux reprises 4 buts face à Syracuse. Une performance déjà réalisée face à la même équipe lors de sa première année. Ses efforts ne sont toutefois pas suffisants pour permettre à son équipe de remporter le quart de finale face L'Orange.
En 2007, il est de nouveau élu dans la 1re équipe USILA ALL-American. Il remporte le MacLaughlin Award qui récompense le meilleur milieu de terrain du championnat universitaire.
Encore une fois, il finit meilleur marqueur (27) et meilleur passeur (26) de son équipe.
Il contribue grandement au titre de son équipe face à Duke en récupérant une balle au sol suivie d'une passe décisive à Kevin Huntley pour le but de la victoire à seulement 3 minutes de la fin du match.

## Carrière Professionnelle

### Carrière en NLL
Paul Rabil a été sélectionné en deuxième position de la draft 2008 par le Stealth de San José , équipe avec laquelle il évolue jusqu'en 2011, remportant la Champion's Cup en 2010 et terminant finaliste de l'édition 2011.
En 2012, il est acquis en cours de saison par le Rush d'Edmonton en échange de Athan Lannucci. Evoquant le souhait de rester sur la côte est américaine, il refuse de se présenter à Edmonton. Il est échangé à la fin de la saison sans avoir joué un seul match pour le Rush et rejoint alors les Knighthawks de Rochester. Encore une fois, il ne se présente pas au camp d'entrainement et part alors en direction des Wings de Philadelphie en échange de trois joueurs dont les frères Dawson, Dan et Paul, et un premier tour de draft. 
Rabil est sélectionné pour participer au All-Star Game en 2011 et 2012 malgré seulement 5 matchs joués dans la saison.
L'année 2013 est à l'heure actuelle la dernière à laquelle il ait participé.

### Carrière en MLL
Paul Rabil est sélectionné en première position de la draft 2008 par les Cannons de Boston. 
Dès sa première année il est sélectionné pour participer au All-Star Game (il est sélectionné mais ne participe pas à l'édition 2015 en raison d'une blessure au pied).
Il a depuis lors été sélectionné pour le All-Star Game à l'issue de chacune des saisons auxquelles il a pris part.
Depuis 2009, il est chaque année nommé dans la 1st All Team Pro.
En 2009 et 2011, il est nommé MVP de la saison et remporte le titre de Joueur Offensif de l'année. Il remporte de nouveau le titre de Joueur Offensif de l'année en 2012.
En 2009 et 2010, il sort vainqueur de la compétition du tir le plus rapide (MLL Fastest Shot). Lors de sa première victoire il établit le record du tir le plus rapide de toute l'histoire de la crosse avec une vitesse de 179 km/h. Ce record a depuis été battu par Mike Sawyer en 2013 (184 km/h).
En 2011, lui et les Canons remportent la Steinfield Cup face aux Nationals de Hamilton à l'issue d'un match à suspens (10-9)
Depuis 2012, il détient le record du plus grand nombre de points inscrits (points issus des buts + assistance) en une saison (72).
Le 5 janvier 2015, Rabil est envoyé aux Lizards de New York après 7 années avec les Cannons de Boston. Aux côtés de nombreuses stars comme Ned Crotty, Rob Pannell, Greg Gurenlian, Kyle Hartzell, JoJo Marasco ou Drew Adams, il remporte le championnat. Handicapé par une fracture osseuse au pied gauche, il participe tout de même à la finale et en est élu MVP.

## Carrière avec l'équipe nationale des États-Unis
Paul Rabil participe au championnat du monde de crosse avec l'équipe nationale des États-Unis en 2010 et 2014.
Les États-Unis remportent le titre en 2010 face au Canada mais s'inclinent face à cette même équipe en 2014.
Rabil est élu meilleur milieu de terrain et nommé dans la All-Tournament Team lors de ces deux éditions.
Il est élu MVP du championnat en 2010.